# ريج هارت
ريج هارت هو ناقد سينمائي كندي، ولد في 12 يونيو 1946 في مينتو في كندا.

## وصلات خارجية
- الموقع الرسمي
- ريج هارت على موقع IMDb (الإنجليزية)